# Церковь Алексантери
Церковь Алексантери (фин. Aleksanterin kirkko, швед. Alexanderskyrkan) — лютеранская церковь в городе Тампере, относящаяся к диоцезу Тампере (Финляндия).
Высота церкви 57,5 метров, длина — 60 метров. Церковь рассчитана на 1200 сидячих мест.

## История
Название церкви связано с именем императора Александра II, который 2 марта 1880 года отпраздновал 25-летнюю годовщину своего правления. В этот день в основание церкви был заложен первый камень. Проект возводимого в неоготическом стиле храма выполнил архитектор Теодор Деккер. Освящение церкви состоялось 27 ноября 1881 года.
Запрестольный образ выполнен в 1883 году художницей Александрой Солтин на средства анонимного жертвователя. Кафедра для проповеди сделана по проекту архитектора Теодора Деккера.
В 1937 году церковь была реконструирована в духе национального романтизма по проекту архитектора Бертела Стёммера, но в конце ремонта возник пожар (загорелся склад красок), последствия которого ликвидировали к декабрю 1938 года. В ходе ремонта была замурована первоначально открытая алтарная часть, а на втором этаже построили небольшую капеллу и помещения для молитвы. Оформление алтарной части было выполнено Антти Салменлинной.
Алтарная преграда восстановлена по проекту Бертела Стрёммера.
В ходе реставрации 1980 года зданию церкви был возвращён первоначальный облик. Крест на алтарном престоле спроектирован супругами-скульпторами Ипи и Пеккой Пюхятлтё. Церковные завесы изготовила Анья Саволайнен.
Первоначально орган для церкви Алексантери был позаимствован из старого собора, находящегося на центральной площади. В 1885 году церковь приобрела собственный орган, но он погиб при пожаре 1937 года. Фасад органа тем не менее сохранился до наших дней, а новый орган, изготовленный в органной мастерской города Кангасала по проекту Аарнема Вегелиуса, освятили в 1939 году. Он имеет 55 регистров.
Рельефы второго яруса выполнены Эвертом Порилой по мотивам Нагорной проповеди.
Крипта была завершена в 2008 году по проекту архитектора Микко Суоминена. Старые опоры церкви были органично вписаны в структуру нового помещения.